# Aloe obtusa
Aloe obtusa é uma espécie de liliopsida do gênero Aloe, pertencente à família Asphodelaceae.